# Medinaceli
Pour les articles homonymes, voir Médina (homonymie) et Celi (homonymie).
Medinaceli (parfois en français Médina-Celi) est une commune espagnole située dans la province de Soria, en Castille-et-León. 

## Géographie
La commune s'étend sur 205,37 km2 à l'extrémité sud de la province de Soria. Elle est limitrophe de la Castille-La Manche.

## Toponymie
Le toponyme contemporain dérive d'un terme arabe « medina » ville et du terme Occilis/Hocilis, qui est la latinisation du gentilé Ocelenses/Ocelum dérivé de Okelis qui en langue celteibère signifiait « colline » et dont il y existe de nombreux toponymes hispaniques formés sur la même racine, en particulier la partie ibérique occidentale : okela, Okelo-durum, Albu-Okela, Kalu-Okela, Samaru-Okela, etc. 
L'hypothèse qui faisait de Medinaceli, madīnat Sālim: 'ville de Salim', 'ville sûre' est considérée comme obsolète, notamment par la découverte d'inscription latines antérieures à la conquête arabe.

## Histoire
Le site est occupé avant l'occupation romaine. Lors de la conquête romaine de l'Hispanie, la ville est fondée sur une colline à l'Est du site d'Occilis celteibère. La ville est connue pour l'exportation de sel.
C'est à cette époque que sont construits l'arc de triomphe, les canalisations romaines, la fontaine du Canal, et les bacs de décantations
C'est dans cette ville que meurt Almanzor, de retour d'une expédition militaire infructueuse à Compostelle. Almanzor n'ayant de cesse de guerroyer, son décès ouvrit la porte à une période de paix.
Elle est la capitale historique de la comarque de Tierra de Medinaceli, dont le chef-lieu actuel est Arcos de Jalón. C'est un des plus beaux villages d'Espagne, riche en vestiges romains et arabes dont un arc romain et un arc arabe en excellents états. Par ailleurs, un musée dans le palais ducal abrite des mosaïques romaines mises au jour lors de travaux de voirie et d'habitation.
La ville de Medinaceli fait partie de l'association des Plus Beaux Villages d'Espagne.
L'ancien château de Medinaceli, dont il existe encore les ruines, servit de résidence aux ducs de Medinaceli jusqu'à la construction du Palais ducal de Medinaceli, qui borde fièrement la Plaza Mayor.